# Josef Ripfel
Josef Ripfel –conocido como Jupp Ripfel– (Nesselwang, Alemania, 2 de septiembre de 1938) es un deportista sueco que compitió en ciclismo en la modalidad de pista. Ganó una medalla de bronce en el Campeonato Mundial de Ciclismo en Pista de 1968, en la prueba de persecución por equipos.

## Medallero internacional
| Campeonato Mundial | Campeonato Mundial    | Campeonato Mundial | Campeonato Mundial          |
| Año                | Lugar                 | Medalla            | Competición                 |
| ------------------ | --------------------- | ------------------ | --------------------------- |
| 1968               | Montevideo ( Uruguay) | Medalla de bronce  | Persecución por equipos (A) |